# Skien
Skien là thành phố, thủ phủ của Telemark Fylke ở phía nam Na Uy, cách thủ đô Oslo 103 km về phía tây nam. Thành phố này nằm trên một vùng đồi nhấp nhô có nhiều đã và các thung lũng. Skien nằm ở điểm đầu giao thông của sông Skien, gần các thác nước. Thành phố này có diện tích km2, dân số năm là người. Skien là cửa ngõ ra biển của vùng Telemark và là trung tâm của một quận công nghiệp đang phát triển.
Skien được nối với các thành phố Stavanger và Oslo bằng đường sắt và là một điểm cuối và thương cảng quan trọng. Đây là một trong những đô thị cổ nhất Na Uy có thời gian thành lập từ năm 900. Thành phố Skien được thành lập năm 1358.